# Stickney (Illinois)
Stickney es una villa ubicada en el condado de Cook en el estado estadounidense de Illinois. En el Censo de 2010 tenía una población de 6786 habitantes y una densidad poblacional de 1336,1 personas por km².

## Geografía
Stickney se encuentra ubicada en las coordenadas 41°49′1″N 87°46′25″O / 41.81694, -87.77361. Según la Oficina del Censo de los Estados Unidos, Stickney tiene una superficie total de 5,08 km², de la cual 4,99 km² corresponden a tierra firme y (1,84 %) 0,09 km² es agua.

## Demografía
Según el censo de 2010, había 6786 personas residiendo en Stickney. La densidad de población era de 1336,1 hab./km². De los 6786 habitantes, Stickney estaba compuesto por el 67,8 % blancos, el 2,46 % eran afroamericanos, el 0,47 % eran amerindios, el 1,49 % eran asiáticos, el 0,07 % eran isleños del Pacífico, el 25,2 % eran de otras razas y el 2,51 % pertenecían a dos o más razas. Del total de la población el 50,87 % eran hispanos o latinos de cualquier raza.